# ليون غوارا
ليون غوارا (بالألمانية: Leon Guwara) (28 يونيو 1996 بكولونيا في ألمانيا - ) هو لاعب كرة قدم ألماني في مركز قلب الدفاع. لعب مع فيردر بريمن وفيردر بريمن 2 ‏.

## وصلات خارجية
- ليون غوارا على موقع قاعدة بيانات كرة القدم.إي يو (الإنجليزية)
- ليون غوارا على موقع بيانات كرة القدم. دي إي (الألمانية)
- ليون غوارا على موقع ناشيونال فوتبول تيمز (الإنجليزية)
- ليون غوارا على موقع Soccerway.com (الإنجليزية)
- ليون غوارا على موقع عالم كرة القدم.نت (الإنجليزية)
- ليون غوارا على موقع AS.com (الإسبانية)